# Triozidae

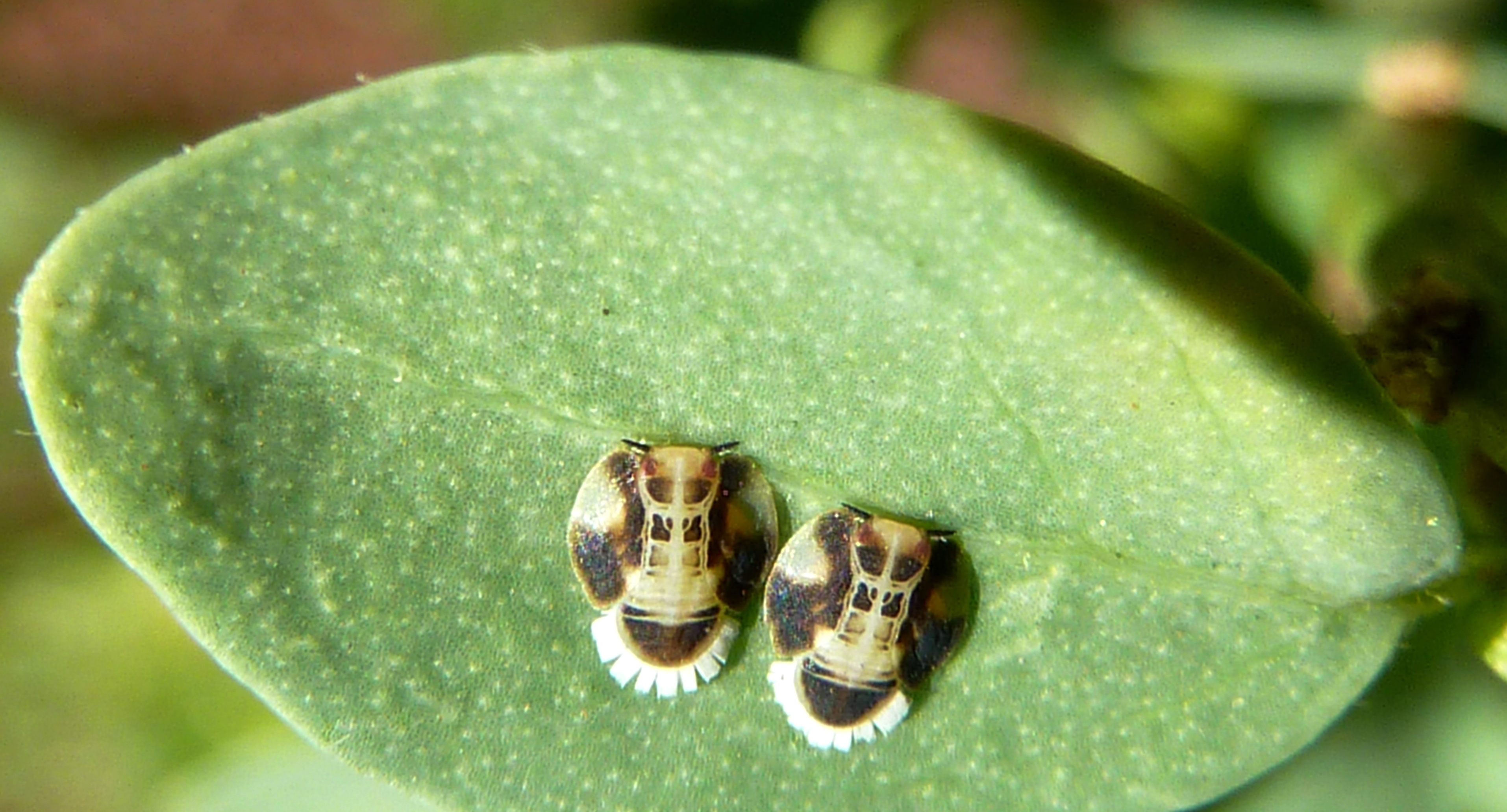
Larven der Gattung Diaphorina

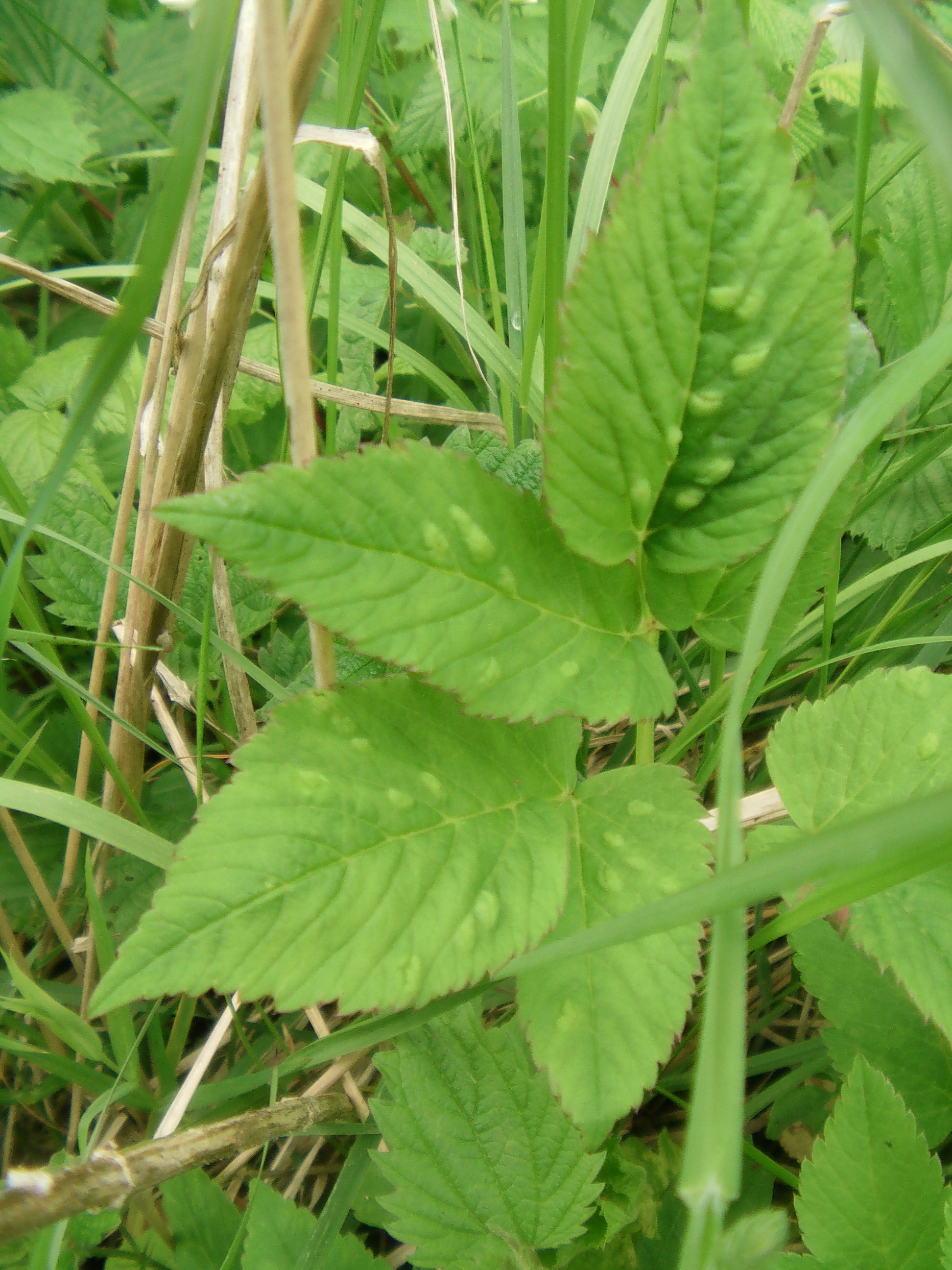
Pflanzengallen verursacht durch Nymphen von Trioza flavipennis auf Blättern von Giersch (Aegopodium podagraria)

Die Triozidae sind eine artenreiche Familie der Blattflöhe (Psylloidea).

## Merkmale
Hollis (1984) nennt folgende, sich ausschließlich auf die Aderung der Vorderflügel beziehende Merkmale als Autapomorphien für die Triozidae:
- Costalader nicht unterbrochen
- R1-Ast der Radialader (R) unverzweigt
- kein Pterostigma (Flügelmal) vorhanden
- Medialadern (M) und Cubitaladern (Cu) ohne gemeinsamen Stamm oder Stamm sehr kurz, sodass R, M und Cu faktisch an ein und demselben Punkt entspringen
- Ader Rs nirgends mit dem M-Stamm verbunden

Hollis (1984) postuliert auf Grundlage dieser speziellen Merkmale, dass die Flügelbewegungen der Triozidae sich von denen der anderen Psylloidea grundlegend unterscheiden.

## Lebensweise
Wie für Blattflöhe allgemein typisch, leben auch die Arten der Triozidae in mehr oder weniger enger Beziehung mit bestimmten Pflanzenarten (Wirtspflanzen). So ist beispielsweise die in Mitteleuropa verbreitete Art Trioza flavipennis auf Giersch (Aegopodium podagraria) spezialisiert.

## Systematik
Das Taxon wurde als Unterfamilie Triozinae im Jahre 1879 vom österreichischen Entomologen und Mediziner Franz Löw errichtet.
Die Systematik der Blattflöhe ist bislang uneinheitlich. So werden die Triozidae bisweilen als eigene Überfamilie Triozoidea außerhalb der Blattflöhe (Psylloidea) geführt. Auch die innere Systematik der Triozidae ist, ungeachtet der als wahrscheinlich geltenden Monophylie der Gruppe, im Fluss und abhängig von der Perspektive des jeweiligen Autors. Die meisten der in diese Familie eingeordneten Gattungen gelten als schlecht definiert oder als keine natürliche Gruppierung und die Einordnung der Arten variiert entsprechend. Insbesondere die Gattung Trioza gilt als sogenanntes Sammeltaxon für verschiedene Arten die keine speziellen morphologischen Modifikationen aufweisen. Das untenstehende Kladogramm zeigt die Stellung der Triozidae innerhalb der Blattflöhe, wie sie sich aus aktuellen morphologischen und molekularen Daten nach  Burckhardt & Ouvrard (2012) ergibt. Laut der Datenbank Psyl'list sind momentan (Stand Juli 2015) 69 Gattungen mit 969 Arten beschrieben.
|  | Aphalaridae                                                  |
|  |                                                              |
|  | \| \| Carsidaridae \| \| \| \| \| \| Homotomidae \| \| \| \| |
|  |                                                              |
|  | Carsidaridae                                                 |
|  |                                                              |
|  | Homotomidae                                                  |
|  |                                                              |

|  | Carsidaridae |
|  |              |
|  | Homotomidae  |
|  |              |

|  | Calophyidae                                             |
|  |                                                         |
|  | \| \| Psyllidae \| \| \| \| \| \| Triozidae \| \| \| \| |
|  |                                                         |
|  | Psyllidae                                               |
|  |                                                         |
|  | Triozidae                                               |
|  |                                                         |

|  | Psyllidae |
|  |           |
|  | Triozidae |
|  |           |

|  | Calophyidae                                             |
|  |                                                         |
|  | \| \| Psyllidae \| \| \| \| \| \| Triozidae \| \| \| \| |
|  |                                                         |
|  | Psyllidae                                               |
|  |                                                         |
|  | Triozidae                                               |
|  |                                                         |

|  | Psyllidae |
|  |           |
|  | Triozidae |
|  |           |

|  | Aphalaridae                                                  |
|  |                                                              |
|  | \| \| Carsidaridae \| \| \| \| \| \| Homotomidae \| \| \| \| |
|  |                                                              |
|  | Carsidaridae                                                 |
|  |                                                              |
|  | Homotomidae                                                  |
|  |                                                              |

|  | Carsidaridae |
|  |              |
|  | Homotomidae  |
|  |              |

|  | Calophyidae                                             |
|  |                                                         |
|  | \| \| Psyllidae \| \| \| \| \| \| Triozidae \| \| \| \| |
|  |                                                         |
|  | Psyllidae                                               |
|  |                                                         |
|  | Triozidae                                               |
|  |                                                         |

|  | Psyllidae |
|  |           |
|  | Triozidae |
|  |           |

|  | Calophyidae                                             |
|  |                                                         |
|  | \| \| Psyllidae \| \| \| \| \| \| Triozidae \| \| \| \| |
|  |                                                         |
|  | Psyllidae                                               |
|  |                                                         |
|  | Triozidae                                               |
|  |                                                         |

|  | Psyllidae |
|  |           |
|  | Triozidae |
|  |           |

## Arten und Gattungen in Deutschland
In Deutschland sind laut FaunaEuropaea 43 Arten in 4 Gattungen nachgewiesen.
- Bactericera
  - Bactericera acutipennis
  - Bactericera albiventris
  - Bactericera bohemica
  - Bactericera curvatinervis
  - Bactericera femoralis
  - Bactericera kratochvili
  - Bactericera maura
  - Bactericera modesta
  - Bactericera nigricornis
  - Bactericera perrisii
  - Bactericera salicivora
  - Bactericera striola
  - Bactericera substriola
- Eryngiophaga
  - Eryngiophaga lauterer
- Trichochermes
  - Trichochermes walkeri
- Trioza
  - Trioza abdominalis
  - Trioza agrophila
  - Trioza alacris
  - Trioza anthrisci
  - Trioza apicalis
  - Trioza centranthi
  - Trioza cerastii
  - Trioza chenopodii
  - Trioza chrysanthemi
  - Trioza cirsii
  - Trioza dispar
  - Trioza foersteri
  - Trioza galii
  - Trioza laserpitii
  - Trioza lautereriella
  - Trioza proxima
  - Trioza rhamni
  - Trioza remota
  - Trioza rotundata
  - Trioza rumicis
  - Trioza scottii
  - Trioza tripteridis
  - Trioza salicivora
  - Trioza schrankii
  - Trioza senecionis
  - Trioza thomasii
  - Trioza urticae
  - Trioza velutina

## Belege